# Németh Zoltán (röplabdázó)
Németh Zoltán (Budapest, 1931. augusztus 27. – Budapest, 1988. március 31.) magyar röplabdázó, edző.

## Életpályája
Foglalkozása szerint a Csepel Vas- és Fémművek Transzformátorgyárának főtechnológusa volt.

## Klubcsapatokban
1948-tól 1951-ig a Vasas, 1951-től 1953-ig a Bp.-i Honvéd, 1953-57-ben a Csepeli Vasas, 1957-től 1962-ig a Budapesti Spartacus röplabdázója. 1949-50-ben, 1950-ben illetve 1954-ben egyaránt a magyar bajnokcsapat tagja volt.

## A válogatottban
1952-ben a világbajnoki 5., 1950-ben az Európa-bajnoki 3. helyezett csapat tagja volt.

## Edzőként
1970-ben röplabdaszakedzői oklevelet szerzett a Testnevelési Főiskolán. 1969-ben a magyar férfi ifjúsági válogatott, 1970-től 1972-ig a Csepel SC edzője volt; csapata 1970-ben bajnokságot nyert. 1970 és 1988 között a Külker SC, illetve a Közgáz-Külker SC edzője és szaktanácsadója.